# Гороховый протеин

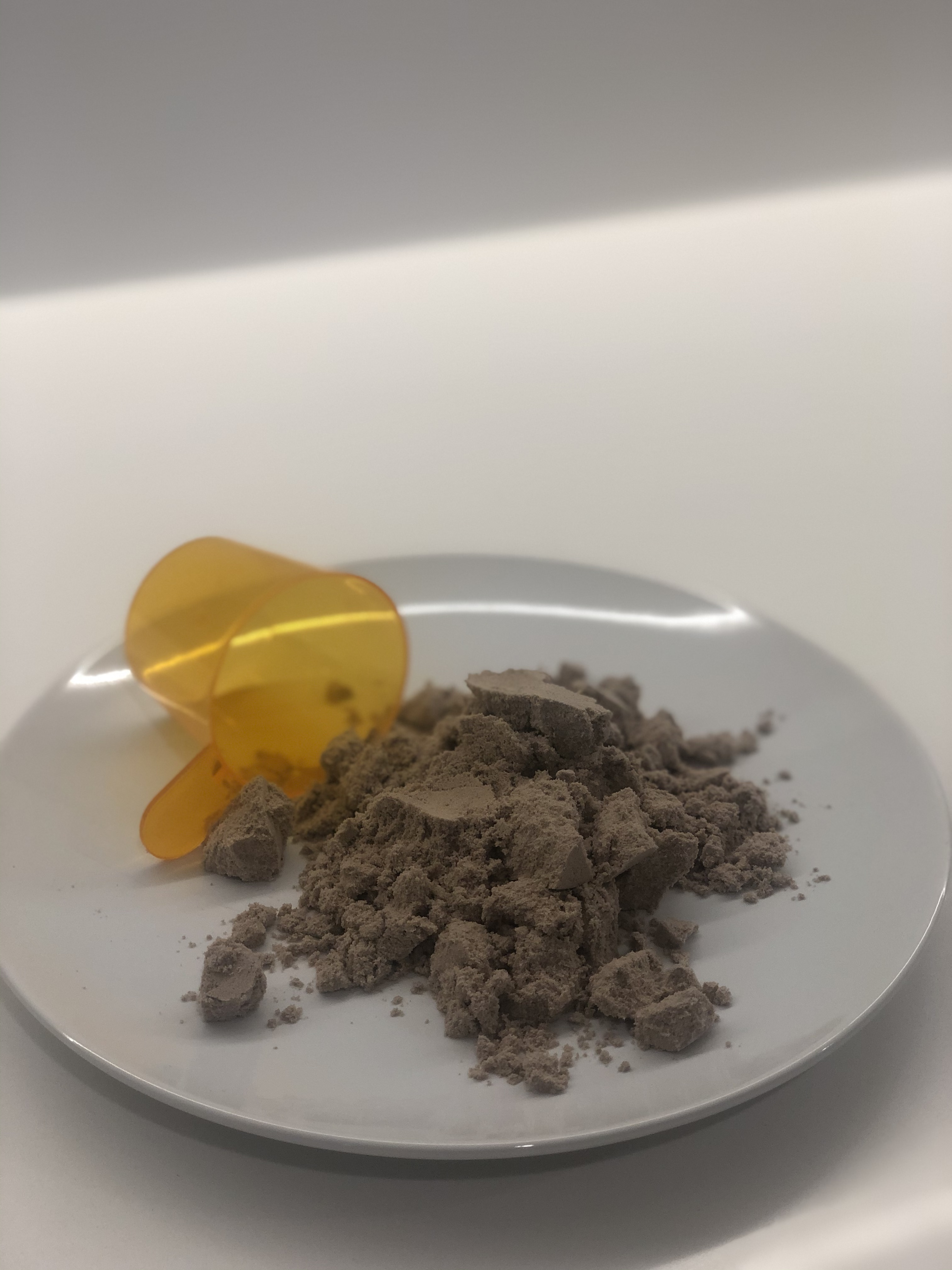
Гороховый протеин со вкусом шоколада

Гороховый протеин — концентрированная смесь белков, получаемая из зерен гороха посевного (Pisum sativum). Гороховый протеин наиболее часто используется в спортивном, диетическом или вегетарианском питании.

## Процесс производства
Процесс получения включает шелушение зерна, его измельчение, затем полученная мука замачивается в воде, разделяется на составляющие (волокна, крахмал, белок). Белок очищают от антинутрициальных факторов бобовых, которые могут вызывать расстройство пищеварения, а затем высушивают распылительной сушкой. В процессе получения горохового протеина не используются органические растворители. Зерна гороха содержат только 1,6 % жиров в отличие от сои, содержащей 17,3 % , что делает горох более экологически чистым источником белка по сравнению с соевым протеином, в процессе получения которого производители должны предварительно удалять соевое масло растворителями.

## Разновидности
Гороховый протеин, используемый в спортивном питании, представляет собой высокоочищенный изолят с содержанием белка 84—88 %, обладающий высокой усвоимостью, равной 98 %. Кроме изолятов, существуют также концентраты горохового белка, характеризующиеся меньшей массовой долей белка. В связи с тем, что концентраты горохового белка не обладают достаточной степенью очистки, их используют в качестве сырья в других отраслях пищевой промышленности, например в мясной продукции.

## Содержание белка и отдельных аминокислот

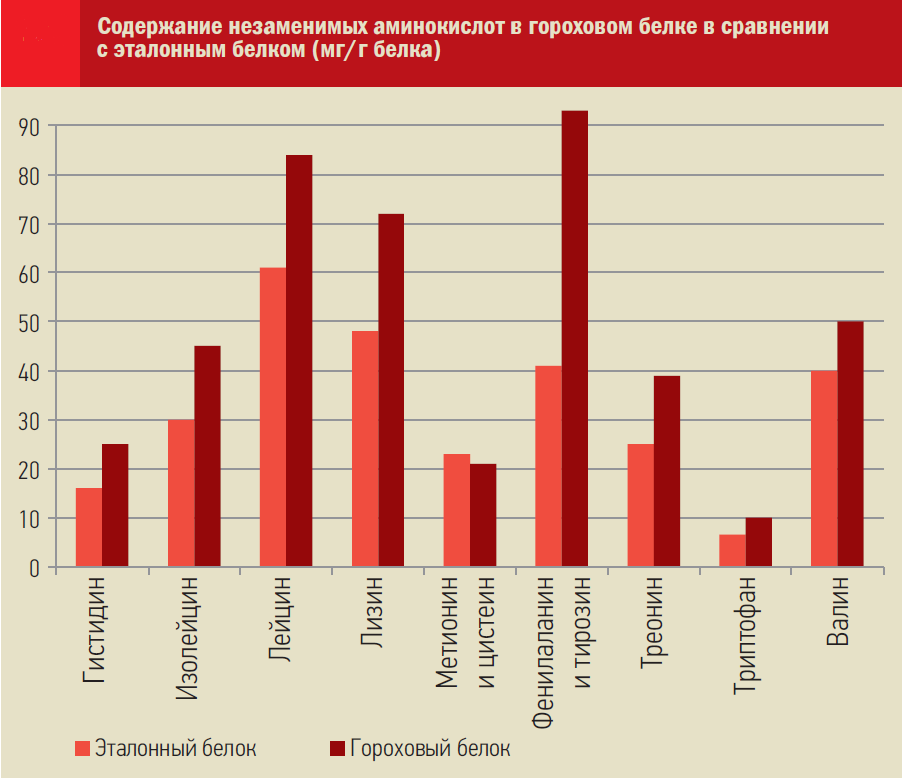
Рис. 1 Сравнение аминокислотного состава горохового белка с эталонным белком по версии ФАО/ВОЗ, 2013.

Гороховый протеин богаче других растительных протеинов по содержанию белка, что является важнейшим для роста мышц показателем, поскольку после воды белки являются вторым основным компонентом структуры мышечных волокон. Гороховый белок содержит большое количество заменимых и незаменимых аминокислот. По мнению журнала Muscle&Fitness, гороховый протеин является рекордсменом по аминокислоте аргинин и содержит её 8,7 % на грамм белка, что выше, чем в любом другом источнике белка, в том числе в сое (7,6 %), яичном белке (5,1 %), но гораздо меньше чем в яичном порошке (49 %), казеине (3,8 %) и сывороточном белке (2,3 %). Аргинин играет важную роль в реализации потенциала мышц, поскольку помогает высвободить гормон роста, участвует в синтезе креатина, в процессе образования окиси азота, и даже играет существенную роль в возникновении эрекции.
Содержание незаменимых аминокислот в гороховом белке в сравнении с эталонным белком представлено на рис. 1. Гороховый белок удовлетворяет почти всем требованиям к эталонному аминокислотному составу белка. Преимущества горохового белка могут быть усилены при сочетании с другими растительными белками. К примеру, комбинацией овсяного и горохового протеинов можно добиться оптимального соотношения аминокислот, соответствующего требованиям ФАО/ВОЗ к полноценному белку. Полноценность горохового белка лимитирована серосодержащими аминокислотами метионин и цистеин, в то время как овсяный белок имеет более чем достаточно серосодержащих аминокислот, но лимитирован аминокислотой лизин. Комбинируя овсяный и гороховый белки, можно изготавливать пищевые продукты с превосходными вкусовыми характеристиками и высокой питательной ценностью. Благодаря взаимодополняющему аминокислотному составу овсяный и гороховый белки могут успешно применяться в питании спортсменов, в детском питании, продуктах питания для людей пожилого возраста, в пищевых продуктах для контроля аппетита и снижения массы тела.
Гороховый белок также богат незаменимой аминокислотой лизином и важной аминокислотой глутамином. Гороховый белок содержит около 18 % ВСАА (аминокислоты с разветвленной цепью), что ненамного меньше чем в казеине, который, как правило, содержит 20 % ВСАА.

## Норма потребления
По данным Vegetarian Resource Group, потребности в растительном белке для вегетарианцев-спортсменов составляют от 0,36 до 0,86 грамм на килограмм веса тела. Известный специалист в области спортивного питания д-р Ральф Ягер, научный сотрудник Международного общества спортивного питания, считает, что верхний предел даже более высокий — до 2 г на килограмм массы тела, особенно когда речь идет о пауэрлифтерах, бодибилдерах, либо о видах спорта где необходима максимальная выносливость и требующих усиленной подготовки.
При столь высоких уровнях потребления горохового протеина очень важным становится качество его очистки при производстве, поскольку антинутрициальные факторы бобовых (ингибитор трипсина, олигосахара) могут вызывать расстройство пищеварения.

## Этические аспекты
Гороховый протеин часто используется в питании спортсменов вегетарианцев и веганов. Многие спортсмены-профессионалы доказали своим личным примером возможность получать прекрасные результаты без использования животных белков.
Веганы и вегетарианцы стремятся к регламентированной диете, которая предоставляет широкий и разнообразный выбор источников растительных белков. При этом, с точки зрения спортивных результатов, для них также важен белок, который вызывает рост мышц, а, значит, необходимы ВСАА. По мнению управляющего директора компании Reflex Nutrition, одного из производителей спортивного питания на основе горохового протеина, почти так же, как спортсмены потребляют белки молочной сыворотки, чтобы получить необходимое количество аминокислот с разветвленной цепью, вегетарианцы и веганы могут получить подобную выгоду от гороха с 18 % содержанием аминокислот с разветвленной цепью. С учётом его очень высокого уровня аргинина гороховый протеин это удобный выбор и для веганов и для тех, кто ест мясо.

## Безопасность для здоровья
Если основу питания составляет большое количество пищи животного происхождения, как правило, обладающей высоким содержанием насыщенных жиров, в долгосрочной перспективе это может увеличить уровень холестерина и возможный риск сердечно-сосудистых заболеваний. Использование в пищу горохового протеина, содержащего ничтожное содержание жиров и не содержащего холестерина, может рассматриваться как хорошая альтернатива.
Горох содержит в 1000 раз меньше изофлавонов — фитоэстрогенов, чем соя, что позволяет исключить беспокойство по поводу малоизученных эффектов их влияния на спортсменов-мужчин.
Горох не входит в список основных аллергенов и продуктов, имеющих какие-либо противопоказания, что позволяет людям, плохо переносящим те или иные продукты (напр. лактозу/молоко, глютен/злаки, сою, орехи и т. д.), использовать гороховый протеин в своём питании в качестве безаллергенного источника белка.
Горох является традиционной сельскохозяйственной культурой, выращиваемой в странах Европейского союза, имеющих самые строгие в мире ограничения относительно генетически модифицированных организмов (ГМО), тогда как по данным за 2007 год, более половины мирового урожая сои (58,6 %), другого популярного источника растительного белка, уже была генетически модифицированной.

## Скорость переваривания
Гороховый белок переваривается медленнее, чем сывороточный белок, но быстрее, чем казеин. Его промежуточная скорость переваривания, таким образом, даёт ещё один вариант выбора, как быстро «накормить» свои мышцы.

## Вкус
По мнению некоторых потребителей, в чистом виде гороховый протеин обладает довольно специфическим вкусом. Часто изготовители спортивного питания используют те или иные вкусовые добавки, например шоколад или ваниль, чтобы сделать его вкус приемлемым. В бытовых условиях чистый гороховый протеин, как правило, употребляют в виде коктейля на маложирном молоке с добавлением какао-порошка.